# Jasmin Grabowski
Jasmin Grabowski (nacida como Jasmin Külbs, Espira, 7 de noviembre de 1991) es una deportista alemana que compite en judo.
Participó en dos Juegos Olímpicos de Verano, en los años 2016 y 2020, obteniendo una medalla de bronce en Tokio 2020, en la prueba de equipo mixto. En los Juegos Europeos de Bakú 2015 consiguió una medalla de plata en la categoría de +78 kg.
Ganó tres medallas en el Campeonato Europeo de Judo entre los años 2014 y 2016.

## Palmarés internacional
| Juegos Olímpicos   | Juegos Olímpicos      | Juegos Olímpicos  | Juegos Olímpicos |
| Año                | Lugar                 | Medalla           | Categoría        |
| ------------------ | --------------------- | ----------------- | ---------------- |
| 2020               | Tokio (Japón)         | Medalla de bronce | Equipo mixto     |
| Juegos Europeos    |                       |                   |                  |
| Año                | Lugar                 | Medalla           | Categoría        |
| 2015               | Bakú (Azerbaiyán)     | Medalla de plata  | +78 kg           |
| Campeonato Europeo |                       |                   |                  |
| Año                | Lugar                 | Medalla           | Categoría        |
| 2014               | Montpellier (Francia) | Medalla de bronce | +78 kg           |
| 2015               | Bakú (Azerbaiyán)     | Medalla de plata  | +78 kg           |
| 2016               | Kazán (Rusia)         | Medalla de bronce | +78 kg           |